# 遠軽地区広域組合
遠軽地区広域組合（えんがるちくこういきくみあい）は、遠軽町、湧別町、佐呂間町の3町で構成する一部事務組合。

## 共同事務
- 消防に関する事務
- し尿処理に関する事務
- 浄化槽汚泥処理に関する事務
- 容器包装廃棄物の処理に関する事務

## 管内の現況
管内の人口 - 33,681人
- 遠軽町 - 19,807人
- 湧別町 - 8,708人
- 佐呂間町 - 5,166人

2019年（令和元年）7月31日
管内の世帯 - 16,968世帯
- 遠軽町 - 10,315世帯
- 湧別町 - 4,137世帯
- 佐呂間町 - 2,516世帯

2019年（令和元年）7月31日
管内の面積 - 2,243.18 km2
- 遠軽町 - 1,332.45 km2
- 湧別町 - 505.79 km2
- 佐呂間町 - 404.94 km2

2018年（平成30年）10月1日現在

## 組織
（ ）の数字は2019年（平成31年）4月1日現在の職員数である。
- 管理者
  - 副管理者
    - 事務局（4）
    - 消防本部（126）

## 遠軽地区広域組合消防本部
遠軽地区広域組合消防本部（えんがるちくこういきくみあいしょうぼうほんぶ）は、遠軽町、湧別町、佐呂間町の3町を管轄する消防部局（消防本部）。

### 組織
- 消防長
  - 総務課
  - 予防課
  - 消防課
  - 消防署
    - 生田原出張所
    - 丸瀬布出張所
    - 白滝出張所
    - 上湧別出張所
    - 湧別出張所
    - 佐呂間出張所

## 不祥事
- 2019年10月8日朝、20代の男性消防士長が消防署の金庫に保管されていた現金8万1000円を盗んだ。消防本部は11月12日付で男性消防士長を懲戒免職処分とした。また管理監督責任を問い、消防長（60代）を口頭注意、消防署長（50代）を文書注意、出張所長（50代）を戒告の処分とした。当消防本部は、消防士長が発覚直後に現金を返したことを理由に「刑事告発はしない」と説明している[1][2]。